# Barbari Roma Nord
I Barbari Roma Nord sono una squadra di football americano della città di Roma. Fondati nel 1999, vantano 4 vittorie al SilverBowl e una al Ninebowl.

## Storia
L' A.S.D. Roma Nord Barbari A. F. T. nasce nel 1999 da un'idea di Manuel Schollmeier e Daniele Napoli dopo le loro esperienze in questo sport in altre squadre romane.
Nel 2000 giocano il loro primo campionato in Winter League, chiudendo la regular season con una vittoria e sei sconfitte, e nel 2001 avviene il salto di qualità e nella Winter League realizzano sei vittorie e nessuna sconfitta. Accedono ai playoff ed arrivano alle semifinali dove vengono sconfitti dai Titans Romagna.
Nel 2002 avviene l'esordio nella Junior League FIAF, il campionato nazionale under 20, stagione vincente che li conduce subito ai playoff. La squadra giovanile dei Barbari, al primo anno, si qualifica tra le prime otto giovanili d'Italia.
Nel 2003 I Barbari si classificano alla semifinale della Nine League 2003. La giovanile dei Barbari raggiunge la finale di Junior League 2003 e per un solo punto perde il titolo dello YoungBowl 2003 contro i Lions.
Nel 2004 si qualificano per le finali del CSC Bowl che perdono per tre punti contro i Crusaders Cagliari. La giovanile dei Barbari si conferma vicecampione d'Italia in Junior League, perdendo il titolo per soli due punti contro i Green Hogs Reggio Emilia.
Nel 2005 giunge il primo titolo nazionale: i Barbari Roma Nord si aggiudicano il NineBowl III, battendo in finale i Blue Storms Gorla Minore 14-0, e diventano la prima squadra romana a vincere un campionato nazionale senior.
Nel 2005 arriva anche lo scudetto in categoria Under 21. I ragazzi della Junior League dei Barbari si laureano campioni d'Italia battendo gli Skorpions Varese 27–13.
Nel 2006 la squadra vince il girone Centro della serie A2 con sei vittorie ed una sconfitta e arriva ai quarti di finale. Nel campionato junior i Barbari perdono la prima partita dei playoff dopo quattro anni e tre finalissime conquistate.
Nel 2007 ancora una stagione vincente in A2 dove i Barbari approdano ai playoff e sconfiggono i campioni in carica degli Hogs Reggio Emilia, accedendo ai playoff dove vengono sconfitti dagli Skorpions Varese nei quarti di finale. Anche la nuova squadra junior accede alla post season ma il cammino si interrompe ai quarti di finale contro gli Warriors Bologna.
Nel 2008 I Barbari entrano a far parte della Lega Nazionale American Football (LE.N.A.F.) e nello stesso anno aderiscono alla Federazione Italiana di American Football (FIDAF). Partecipano al campionato della serie A2. Con sette vittorie ed una sconfitta arrivano alla finalissima scudetto e conquistano l'Italian Bowl contro i Titans Romagna per 44-16 aggiudicandosi così il terzo titolo nazionale.
Nel 2009 partecipano al campionato di Serie A2 e con sette vittorie ed una sconfitta in regular season e le vittorie contro Angels Pesaro e Titans Romagna nei playoff, arrivano alla finale del campionato di Forlì dove si aggiudicano l'Italian Bowl 2009 contro gli Sharks Palermo 44-16.
Nel 2010 Partecipano al campionato della Serie A2 e con 8 vittorie in regular season arrivano ai playoff dove sconfiggono i Puma Milano nei quarti e gli Angels Pesaro in semifinale. Nell'Italian Bowl di Padova vincono il terzo titolo consecutivo battendo i Guelfi Firenze per 14-12.
Nel 2011 partecipano al campionato di Serie A2 arrivando in semifinale, dove il cammino vincente si interrompe contro i Lions Bergamo che vinceranno anche la finale.
Nel 2012 partecipano al campionato di Serie A2 e dopo cinque vittorie in regular season arrivano ai play off dove sconfiggono gli Sharks Palermo nei quarti e i Giaguari Torino in semifinale. Nel V Italian Bowl di Torino vincono il sesto titolo nazionale battendo i Grizzlies Roma per 28-13.

### I Pretoriani
Dalla collaborazione con i concittadini Gladiatori Roma, è nata la squadra dei Pretoriani Roma che ha disputato la Seconda Divisione FIDAF 2018 quale erede dei due team storici, partecipando al XXV Silver Bowl e classificandosi seconda.

## Palmarès
- 4  Italian Bowl
- 1 Ninebowl
- 1 Youngbowl

## Dettaglio stagioni

### Tornei nazionali

#### Campionato

##### Winter League (secondo livello)/Serie A2/LENAF/Seconda Divisione
| Stagione | regular season | regular season | regular season | regular season | regular season | regular season | playoff | playoff | playoff | playoff | playoff | playoff                                    | playoff            |
|          | Vin            | Par            | Per            | Tot            | PF             | PS             | Vin     | Per     | Tot     | PF      | PS      | risultato                                  | avversaria         |
| -------- | -------------- | -------------- | -------------- | -------------- | -------------- | -------------- | ------- | ------- | ------- | ------- | ------- | ------------------------------------------ | ------------------ |
| 2000     | 1              | 0              | 7              | 8              | 57             | 104            | -       | -       | -       | -       | -       | -                                          | -                  |
| 2001     | 6              | 0              | 0              | 8              | 172            | 42             | 0       | 1       | 1       | 22      | 34      | Semifinale                                 | Titans Romagna     |
| 2006     | 6              | 0              | 1              | 7              | 176            | 75             | 1       | 1       | 2       | 34      | 48      | Quarti di finale (Trentaduesimi di finale) | Hogs Reggio Emilia |
| 2007     | 5              | 0              | 1              | 6              | 129            | 76             | 1       | 1       | 2       | 22      | 24      | Quarti di finale (Trentaduesimi di finale) | Skorpions Varese   |
| 2008     | 7              | 0              | 1              | 8              | 333            | 65             | 1       | 0       | 1       | 44      | 16      | Campioni                                   | Titans Romagna     |
| 2009     | 7              | 0              | 1              | 8              | 242            | 26             | 3       | 0       | 3       | 116     | 42      | Campioni                                   | Sharks Palermo     |
| 2010     | 8              | 0              | 0              | 8              | 406            | 70             | 3       | 0       | 3       | 112     | 26      | Campioni                                   | Guelfi Firenze     |
| 2011     | 7              | 0              | 1              | 8              | 249            | 83             | 1       | 1       | 2       | 21      | 62      | Semifinale                                 | Lions Bergamo      |
| 2012     | 6              | 0              | 2              | 8              | 232            | 136            | 3       | 0       | 3       | 58      | 13      | Campioni                                   | Grizzlies Roma     |
| 2013     | 6              | 0              | 2              | 8              | 297            | 92             | 0       | 1       | 1       | 32      | 34      | Ottavi di finale                           | Cardinals Palermo  |
| 2014     | 6              | 0              | 2              | 8              | 215            | 165            | 1       | 1       | 2       | 27      | 20      | Quarti di finale                           | Blacks Rivoli      |
| 2015     | 5              | 0              | 3              | 8              | 176            | 107            | -       | -       | -       | -       | -       | -                                          | -                  |
| 2016     | 8              | 0              | 0              | 8              | 371            | 108            | 2       | 1       | 3       | 91      | 69      | Silverbowl                                 | UTA Forlì-Pesaro   |
| 2017     | 7              | 0              | 1              | 8              | 308            | 117            | 1       | 1       | 2       | 71      | 44      | Quarti di finale                           | Mastini Verona     |
| Totale   | 85             | 0              | 22             | 107            | 3363           | 1366           | 17      | 8       | 25      | 650     | 436     |                                            |                    |

Fonte: Enciclopedia del Football - A cura di Roberto Mezzetti

##### Nine League/Serie C (terzo livello)
| Stagione | regular season | regular season | regular season | regular season | regular season | regular season | playoff | playoff | playoff | playoff | playoff | playoff    | playoff                  |
|          | Vin            | Par            | Per            | Tot            | PF             | PS             | Vin     | Per     | Tot     | PF      | PS      | risultato  | avversaria               |
| -------- | -------------- | -------------- | -------------- | -------------- | -------------- | -------------- | ------- | ------- | ------- | ------- | ------- | ---------- | ------------------------ |
| 2003     | 4              | 0              | 3              | 7              | 118            | 110            | 0       | 1       | 1       | 8       | 34      | Semifinale | Guelfi Firenze           |
| 2004     | 5              | 0              | 0              | 5              | 138            | 25             | 0       | 1       | 1       | 22      | 25      | Semifinale | Crusaders Cagliari       |
| 2005     | 6              | 0              | 0              | 6              | 288            | 24             | 2       | 0       | 2       | 44      | 14      | Campioni   | Blue Storms Gorla Minore |
| Totale   | 15             | 0              | 3              | 18             | 544            | 159            | 2       | 2       | 4       | 74      | 73      |            |                          |

Fonte: Enciclopedia del Football - A cura di Roberto Mezzetti

### Tornei giovanili

#### Under-23
| Stagione | regular season | regular season | regular season | regular season | regular season | regular season | playoff | playoff | playoff | playoff | playoff | playoff      | playoff       |
|          | Vin            | Par            | Per            | Tot            | PF             | PS             | Vin     | Per     | Tot     | PF      | PS      | risultato    | avversaria    |
| -------- | -------------- | -------------- | -------------- | -------------- | -------------- | -------------- | ------- | ------- | ------- | ------- | ------- | ------------ | ------------- |
| 2008     | 4              | 0              | 1              | 5              | 183            | 49             | 1       | 1       | 2       | 28      | 56      | College Bowl | Marines Lazio |
| Totale   | 4              | 0              | 1              | 5              | 183            | 49             | 1       | 1       | 2       | 28      | 56      |              |               |

Fonte: Enciclopedia del Football - A cura di Roberto Mezzetti

#### Under-21
| Stagione | regular season | regular season | regular season | regular season | regular season | regular season | playoff | playoff | playoff | playoff | playoff | playoff          | playoff                  |
|          | Vin            | Par            | Per            | Tot            | PF             | PS             | Vin     | Per     | Tot     | PF      | PS      | risultato        | avversaria               |
| -------- | -------------- | -------------- | -------------- | -------------- | -------------- | -------------- | ------- | ------- | ------- | ------- | ------- | ---------------- | ------------------------ |
| 2004     | 6              | 0              | 0              | 6              | 252            | 40             | 3       | 0       | 3       | 92      | 44      | Junior Bowl      | Green Hogs Reggio Emilia |
| 2005     | 4              | 0              | 0              | 4              | 201            | 22             | 3       | 0       | 3       | 82      | 21      | Campioni         | Skorpions Varese         |
| 2006     | 3              | 0              | 0              | 3              | 120            | 12             | 1       | 1       | 2       | 105     | 40      | Quarti di finale | Marines Lazio            |
| 2007     | 3              | 0              | 1              | 4              | 138            | 39             | 0       | 1       | 1       | 24      | 26      | Quarti di finale | Warriors Bologna         |
| 2009     | 4              | 0              | 2              | 6              | 231            | 74             | 0       | 1       | 1       | 20      | 44      | Quarti di finale | Panthers Parma           |
| 2011     | 2              | 0              | 2              | 4              | 173            | 72             | 0       | 1       | 1       | 34      | 40      | Ottavi di finale | Warriors Bologna         |
| 2012     | 4              | 0              | 2              | 6              | 208            | 48             | 0       | 1       | 1       | 6       | 21      | Quarti di finale | Seamen Milano            |
| Totale   | 26             | 0              | 7              | 33             | 1323           | 307            | 7       | 5       | 12      | 363     | 236     |                  |                          |

Fonte: Enciclopedia del Football - A cura di Roberto Mezzetti

#### Under-20
| Stagione | regular season | regular season | regular season | regular season | regular season | regular season | playoff | playoff | playoff | playoff | playoff | playoff          | playoff       |
|          | Vin            | Par            | Per            | Tot            | PF             | PS             | Vin     | Per     | Tot     | PF      | PS      | risultato        | avversaria    |
| -------- | -------------- | -------------- | -------------- | -------------- | -------------- | -------------- | ------- | ------- | ------- | ------- | ------- | ---------------- | ------------- |
| 2002     | 3              | 0              | 2              | 5              | 114            | 91             | 0       | 1       | 1       | 20      | 26      | Quarti di finale | Tigers Torino |
| 2003     | 5              | 0              | 0              | 5              | 172            | 18             | 2       | 1       | 3       | 49      | 26      | Youngbowl        | Lions Bergamo |
| Totale   | 8              | 0              | 2              | 10             | 286            | 109            | 2       | 2       | 4       | 69      | 52      |                  |               |

Fonte: Enciclopedia del Football - A cura di Roberto Mezzetti

### Riepilogo fasi finali disputate
| Anno | Luogo                     | Evento               | Fase del torneo                                 | Incontro                                     | Risultato |
| 2001 | Roma                      | Snowbowl             | Semifinale                                      | Barbari Roma Nord - Titans Romagna           | 22 - 34   |
| 2002 | Torino                    | Youngbowl            | Quarti di finale                                | Tigers Torino - Barbari Roma Nord            | 26 - 20   |
| 2003 | Firenze                   | Nine Bowl            | Semifinale                                      | Guelfi Firenze - Barbari Roma Nord           | 34 - 8    |
| 2003 | Bologna                   | Youngbowl            | Finale                                          | Barbari Roma Nord - Lions Bergamo            | 13 - 14   |
| 2004 | Roma                      | Nine Bowl            | Semifinale (Finale Central Southern Conference) | Barbari Roma Nord - Crusaders Cagliari       | 22 - 25   |
| 2004 | Bolzano                   | Juniorbowl           | Finale                                          | Barbari Roma Nord - Green Hogs Reggio Emilia | 28 - 30   |
| 2005 | Brugherio                 | Nine Bowl            | Finale                                          | Barbari Roma Nord - Blue Storms Gorla Minore | 14 - 0    |
| 2005 | Roma                      | Youngbowl            | Finale                                          | Barbari Roma Nord - Skorpions Varese         | 27 - 13   |
| 2006 | Scandiano                 | Silverbowl/Superbowl | Quarti di finale/Trentaduesimi di finale        | Hogs Reggio Emilia - Barbari Roma Nord       | 34 - 14   |
| 2006 | Roma                      | Youngbowl            | Ottavi di finale                                | Barbari Roma Nord - Marines Lazio            | 36 - 40   |
| 2007 | Varese                    | Silverbowl/Superbowl | Quarti di finale/Trentaduesimi di finale        | Skorpions Varese - Barbari Roma Nord         | 10 - 0    |
| 2007 | Bologna                   | Youngbowl            | Quarti di finale                                | Warriors Bologna - Barbari Roma Nord         | 26 - 24   |
| 2008 | San Giovanni in Marignano | Italian Bowl         | Finale                                          | Barbari Roma Nord - Titans Romagna           | 44 - 16   |
| 2009 | Velletri                  | College Bowl         | Finale                                          | Barbari Roma Nord - Marines Lazio            | 6 - 42    |
| 2009 | Forlì                     | Italian Bowl         | Finale                                          | Barbari Roma Nord - Sharks Palermo           | 32 - 6    |
| 2009 | Parma                     | College Bowl         | Quarti di finale                                | Panthers Parma - Barbari Roma Nord           | 44 - 20   |
| 2010 | Padova                    | Italian Bowl         | Finale                                          | Barbari Roma Nord - Guelfi Firenze           | 14 - 12   |
| 2011 | Osio Sotto                | Italian Bowl         | Semifinale                                      | Lions Bergamo - Barbari Roma Nord            | 48 - 0    |
| 2011 | Bologna                   | College Bowl         | Ottavi di finale                                | Warriors Bologna - Barbari Roma Nord         | 40 - 34   |
| 2012 | Torino                    | Italian Bowl         | Finale                                          | Barbari Roma Nord - Grizzlies Roma           | 28 - 13   |
| 2012 | Milano                    | College Bowl         | Quarti di finale                                | Seamen Milano - Barbari Roma Nord            | 21 - 6    |
| 2013 | Roma                      | Italian Bowl         | Ottavi di finale                                | Barbari Roma Nord - Cardinals Palermo        | 32 - 34   |
| 2014 | Grugliasco                | Italian Bowl         | Quarti di finale                                | Blacks Rivoli - Barbari Roma Nord            | 7 - 0     |